# Riu Sella (País Valencià)
El riu Sella és un riu-rambla de la Marina Baixa que naix al terme de Sella i desemboca al riu de la Vila, que desemboca posteriorment en la mar Mediterrània.
El riu Sella naix per la confluència del barranc de Seguró i Tagarina amb el Barranc de l'Arc, cursos que recullen les aigües del vessant meridional de la Serra d'Aitana.
El riu arriba a la població de Sella, sota el nom de Riu de els Voltes, al que s'uneix pel marge esquerre el barranc de l'Arc i més a baix, també per l'esquerra, els barrancs de Xarquer i el rierol Salat. Posteriorment pansa per Orxeta, que aboca les seves aigües residuals al riu, i finalment conflueix amb el riu de la Vila o Amàdori, just en la cua de l'embassament del mateix nom. Amb aquest, alimenta el pantà de la Vila i les infraestructures hidràuliques que el completen.
Des del seu origen fins a la confluència amb el riu Amadòrio, el riu de Sella cobreix una superfície de 81,11km² i té una longitud de 13,60 km.